# Guanyu Zhou
Guanyu Zhou   (Shanghai, 30 de maig de 1999) és un pilot d'automobilisme xinès. Actualment és pilot de l'escuderia Alfa Romeo en la Fórmula 1 Sent el primer pilot de seu país en la categoria. Al 2021 competeix en la Fórmula 2 per l'equip UNI Virtuosi, finalitzant en tercer al campionat. Durant tres anys fou pilot de tests per les equips Alpine i Renault.

## Trajectòria

### Inicis
Zhou va començar a involucrar-se en l’automobilisme des dels vuit anys, competint en karts a la Xina. Quan era adolescent es va traslladar a Europa per obtenir més visibilitat, competint i guanyant campionats al vell continent. Al 2014, signa amb a Ferrari per fer part de l'Acadèmia de pilots de l'escuderia italiana.
Va iniciar la seva carrera en monoplaces en 2015, corrent per la F4 Italiana, fent un hat trick, just a la segona etapa, a Monza, al final del campionat, va terminar en segon, només darrere del campió, l'estonià Ralf Aron.
A l'any seguent, va correr al campionat europeu de F3 de la FIA, on va finalitzar 13è. Al 2017, va finalitzar en 8è lloc i va fer cinc podis. Al Gran Premi de Pau, la primera cursa de la Temporada 2018, va obtenir la seva primera victòria.Va guanyar novament a Hockenheim, finalitzant la temporada en 8è lloc amb dues victòries i tres pole positions.

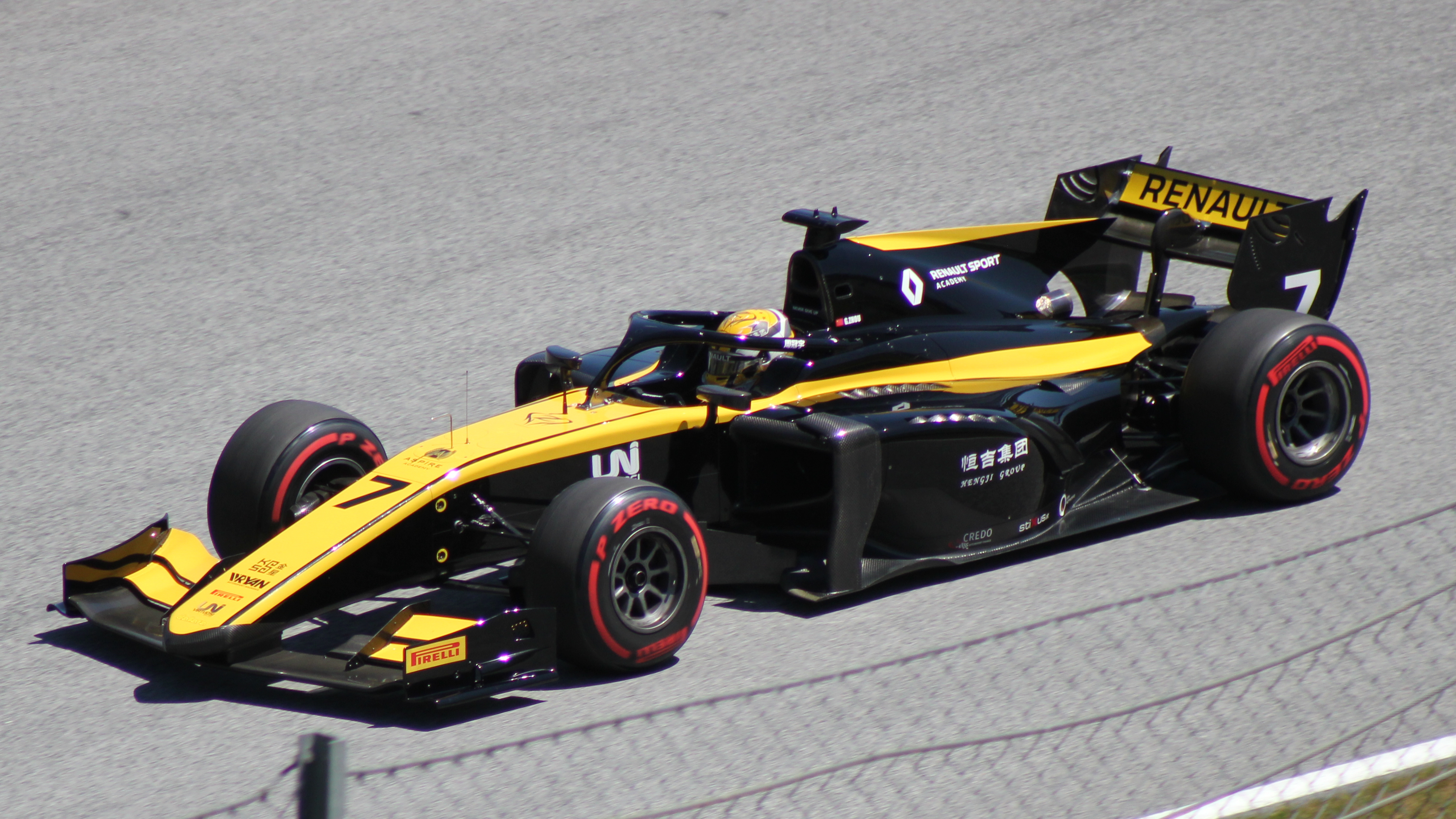
Zhou en la F2 a Àustria (2019).

### Fórmula 2 (2019-21)
A partir del any següent, Guanyu Zhou signa amb a UNI-Virtuosi per disputar la temporada 2019 de Fórmula 2, el xinès obté el seu primer podi a Montmeló, arribant en tercer lloc. A Silverstone, va fer la primera pole position, i va obtenir a més a més 4 podis, finalitzant la temporada en 7è lloc amb 140 punts, rebent el premi Anthoine Hubert per ser el debutant de l'any amb la millor classificació. Al mateix any, deixa l’acadèmia de Ferrari i s'incorpora a l'acadèmia de pilots de Renault.
Al 2020, va ser acollit per l'escuderia italiana, corrent junt amb el pilot britànic Callum Ilott. En aquesta temporada, Zhou va obtenir la primera victòria a Sotxi, i al final de la temporada, Zhou va finalitzar en 6è lloc, amb a 151 punts.

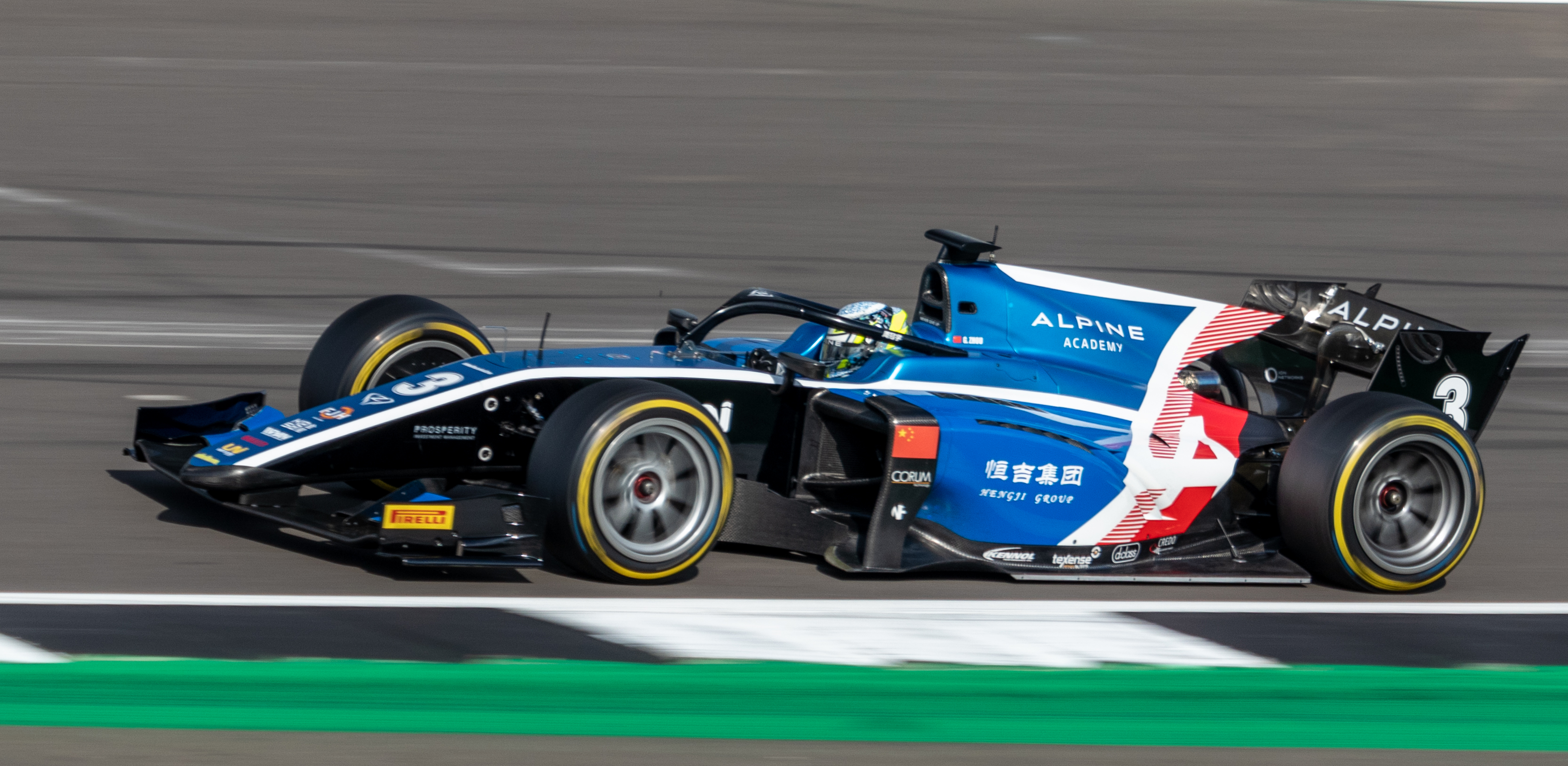
Zhou a Silverstone, durant la Temporada 2021 de Fórmula 2.

Al 2021, continua a l'equip tenint el brasiler Felipe Drugovich com a nou company d'equip. Al Gran Premi de Bahrain, la cursa inicial de l'any, va marcar la pole position i guanyar a la tercera ronda, juntament amb la primera ronda de Mônaco, tenint un inici de campionat prometedor. El pilot va obtenir més 2 victòries, a Gran Bretanya i Abu Dhabi, lluitant pel títol juntament amb el seu company d'acadèmia Oscar Piastri i el rus Robert Shwartzman. Al final de la temporada, Zhou finalitzà en tercer lloc, amb 183 punts, 4 victòries i pujant al podi en 9 oportunitats.

#### F3 Asiàtica (2021)
Al mateix any, abans de l'inici de la temporada de Fórmula 2, el pilot va participar al Campionat Asiàtic de Fórmula 3, per l'equip Prema. Zhou va guanyar el campionat després d'obtenir 4 victòries, 5 pole-positions i 11 podis, finalitzant amb 257 punts.

### Fórmula 1
Zhou inicialment va formar part de l'acadèmia de pilots de Ferrari, fent part entre 2014 a 2018, fins que al 2019 va signar amb Renault F1 per formar part del seu programa de pilots, essent també pilot de desenvolupament de l'equip. Després de tancar la temporada 2020, el pilot va participar en les proves de postemporada de Fórmula 1 junt amb Fernando Alonso al circuit d'Abu Dhabi. Al 2021, el pilot es va estrenar en un cap de setmana de Fórmula 1 per l'equip Alpine F1, anteriorment conegut com a Renault, al participar en la primera sessió dels entrenaments lliures del Gran Premi d'Àustria.

#### Alfa Romeo (2022)
El 16 de novembre del 2021, l'escuderia italo-suïssa, Alfa Romeo, confirmà que el pilot debutaria a la Fórmula 1 al 2022, essent el primer pilot xinès que correria en tota la història de la categoria. Zhou va substituir el pilot italià Antônio Giovinazzi i es va unir amb el finès Valtteri Bottas per aquella temporada.

## Carrera professional
| Temporada | Categoria                                | Equip               | Curs            | Victòries       | Poles           | VR              | Podis           | Punts           | Pos.            |
| --------- | ---------------------------------------- | ------------------- | --------------- | --------------- | --------------- | --------------- | --------------- | --------------- | --------------- |
| 2015      | Campionat de Itàlia de Fórmula 4         | Prema Powerteam     | 21              | 3               | 2               | 0               | 9               | 223             | 2n              |
| 2015      | ADAC Fórmula 4                           | Prema Powerteam     | 9               | 0               | 0               | 0               | 2               | 45              | 15è             |
| 2016      | Campionat Europeu de Fórmula 3 de la FIA | Motopark            | 30              | 0               | 0               | 0               | 2               | 101             | 13è             |
| 2016      | Masters de Fórmula 3                     | Motopark            | 1               | 0               | 0               | 1               | 0               | N/A             | 16è             |
| 2016      | Gran Premi de Macau                      | Motopark            | 1               | 0               | 0               | 0               | 0               | N/A             | 15è             |
| 2016      | Toyota Racing Series                     | M2 Competition      | 15              | 1               | 0               | 1               | 4               | 685             | 6è              |
| 2017      | Campionat Europeu de Fórmula 3 de la FIA | Prema Powerteam     | 30              | 0               | 0               | 0               | 5               | 149             | 8è              |
| 2017      | Gran Premi de Macau                      | Prema Powerteam     | 1               | 0               | 0               | 0               | 0               | N/A             | 8è              |
| 2018      | Campionat Europeu de Fórmula 3 de la FIA | Prema Powerteam     | 30              | 2               | 3               | 1               | 6               | 203             | 8è              |
| 2018      | Gran Premi de Macau                      | Prema Powerteam     | 1               | 0               | 0               | 0               | 0               | N/A             | 11è             |
| 2019      | FIA Fórmula 2                            | UNI-Virtuosi Racing | 24              | 0               | 1               | 2               | 5               | 140             | 7è              |
| 2020      | FIA Fórmula 2                            | UNI-Virtuosi Racing | 24              | 1               | 1               | 3               | 6               | 151.5           | 6è              |
| 2020      | Fórmula 1                                | Renault F1 Team     | Pilot de proves | Pilot de proves | Pilot de proves | Pilot de proves | Pilot de proves | Pilot de proves | Pilot de proves |
| 2021      | Fórmula 1                                | Alpine F1 Team      | Pilot de proves | Pilot de proves | Pilot de proves | Pilot de proves | Pilot de proves | Pilot de proves | Pilot de proves |
| 2021      | Campionat Asiátic de F3                  | Prema Powerteam     | 15              | 4               | 5               | 5               | 11              | 257             | 1r              |
| 2021      | FIA Fórmula 2                            | UNI-Virtuosi Racing | 22              | 4               | 1               | 1               | 9               | 183             | 3r              |
| 2022      | Fórmula 1                                | Alfa Romeo Racing   | És disputarà    | És disputarà    | És disputarà    | És disputarà    | És disputarà    | És disputarà    | És disputarà    |
| Font:     |                                          |                     |                 |                 |                 |                 |                 |                 |                 |

## Resultats

### Gran Premi de Macau
| Any  | Escuderia | Q  | QR | Pos. |
| ---- | --------- | -- | -- | ---- |
| 2016 | Motopark  | 20 | R  | 15   |
| 2017 | Prema     | 10 | 10 | 8    |
| 2018 | Prema     | 5  | 24 | 11   |

### Fórmula 2
(Clau) (negreta indica pole position) (cursiva indica volta ràpida)
| Any  | Equip        | 1          | 2          | 3           | 4          | 5          | 6         | 7         | 8           | 9          | 10          | 11         | 12         | 13        | 14        | 15        | 16          | 17          | 18        | 19          | 20         | 21         | 22        | 23        | 24        | Pos. | Punts |
| ---- | ------------ | ---------- | ---------- | ----------- | ---------- | ---------- | --------- | --------- | ----------- | ---------- | ----------- | ---------- | ---------- | --------- | --------- | --------- | ----------- | ----------- | --------- | ----------- | ---------- | ---------- | --------- | --------- | --------- | ---- | ----- |
| 2019 | UNI Virtuosi | BHR FEA 10 | BHR SPR 4  | BAK FEA Ret | BAK SPR 10 | CAT FEA 3  | CAT SPR 4 | MON FEA 5 | MON SPR 3   | LEC FEA 4  | LEC SPR 3   | RBR FEA 6  | RBR SPR 8  | SIL FEA 3 | SIL SPR 8 | HUN FEA 9 | HUN SPR 9   | FEA C       | SPA SPR C | MNZ FEA Ret | MNZ SPR 4  | SOX FEA 10 | SOX SPR 5 | YMC FEA 3 | YMC SPR 8 | 7è   | 140   |
| 2020 | UNI Virtuosi | RBR FEA 17 | RBR SPR 14 | RBR FEA 3   | RBR SPR 4  | HUN FEA 10 | HUN SPR 8 | SIL FEA 2 | SIL SPR 9   | SIL FEA 8  | SIL SPR 5   | CAT FEA 3  | CAT SPR 14 | SPA FEA 7 | SPA SPR 3 | MNZ FEA 5 | MNZ SPR Ret | MUG FEA Ret | MUG SPR 5 | SOX FEA 8   | SOX SPR 1‡ | BHR FEA 14 | BHR SPR 5 | SKH FEA 2 | SKH SPR 4 | 6è   | 151.5 |
| 2021 | UNI Virtuosi | BHR SP1 7  | BHR SP2 3  | BHR FEA 1   | MON SP1 1  | MON SP2 15 | MON FEA 5 | BAK SP1 3 | BAK SP2 Ret | BAK FEA 13 | SIL SP1 Ret | SIL SP2 11 | SIL FEA 1  | MNZ SP1 2 | MNZ SP2 8 | MNZ FEA 2 | SOX SP1 NVC | SOX SP2 C   | SOX FEA 6 | JID SP1 17  | JID SP2 8  | JID FEA 4‡ | YMC SP1 8 | YMC SP2 1 | YMC FEA 2 | 3r   | 183   |

- ‡ Meitat dels punts van ser atorgats amb menys del 75% de la distància de la cursa.

### Fórmula 1
(Clau) (negreta indica pole position) (cursiva indica volta ràpida)
| Any   | Escuderia         | 1      | 2      | 3      | 4      | 5     | 6     | 7     | 8     | 9      | 10    | 11    | 12    | 13    | 14    | 15    | 16    | 17    | 18    | 19    | 20    | 21    | 22    | 23    | Pos. | Punts |
| ----- | ----------------- | ------ | ------ | ------ | ------ | ----- | ----- | ----- | ----- | ------ | ----- | ----- | ----- | ----- | ----- | ----- | ----- | ----- | ----- | ----- | ----- | ----- | ----- | ----- | ---- | ----- |
| 2021  | Alpine F1 Team    | BHR    | EMI    | POR    | ESP    | MON   | AZE   | FRA   | EST   | AUT TD | GBR   | HON   | BEL   | PBA   | ITA   | RUS   | TUR   | EUA   | MEX   | SAO   | QAT   | ARB   | ABU   |       |      |       |
| 2022* | Alfa Romeo Racing | BHR 10 | ARB 11 | AUS 11 | EMI 15 | MIA - | ESP - | MON - | AZE - | CAN -  | GBR - | AUT - | HON - | FRA - | BEL - | PBA - | ITA - | RUS - | SIN - | JAP - | EUA - | MEX - | SAO - | ABU - | 16è* | 1*    |

- * Última Temporada.[11]
- ≠ El pilot no va acabar el Gran Premi, però es va classificar al completar el 90% de la distancia total.